# Kathetostoma albigutta
Kathetostoma albigutta és una espècie de peix pertanyent a la família dels uranoscòpids.

## Descripció
- Pot arribar a fer 28 cm de llargària màxima.
- Posseeix una glàndula verinosa.[6][7][8]

## Hàbitat
És un peix marí, demersal i de clima subtropical (37°N-18°N) que viu entre 40 i 385 m de fondària.

## Distribució geogràfica
Es troba a l'Atlàntic occidental: des de Carolina del Nord fins als cais de Florida i el golf de Mèxic.

## Observacions
És verinós per als humans.